# Хортицкая волость

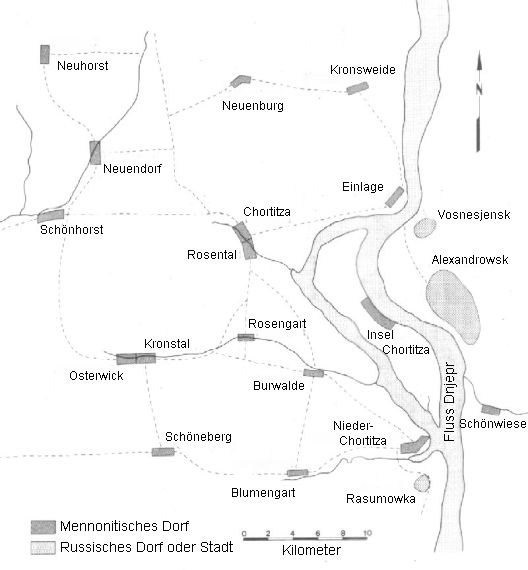
Карта немецких поселений в окрестностях современного города Запорожье

Хо́ртицкая во́лость (укр. Хортицька волость) — административно-территориальная единица Екатеринославского уезда Екатеринославской губернии Российской империи. Административный центр — колония Хортица.
В настоящее время территория волости входит в состав Запорожского района Запорожской области, города Запорожье и Томаковского района Днепропетровской области Украины.

## История
Заселялась немцами-меннонитами с 1789 года.
По состоянию на 1886 год волость имела следующие показатели:
- Волость включала в себя 18 поселений в 16 сельских общинах и насчитывала 1132 двора.
- Население по семейным спискам составляло 10230 жителей (из них 5195 мужчин и 5035 женщин). По ревизии мужчин числилось 4389 чел.
- Во владении крестьянских обществ находилось земли площадью 37184 десятин (из них пахотной — 14169 дес.).
- Иной земли было 3009 десятин (из них пахотной — 2985 дес.).

## Населённые пункты
По данным Центрального статистического комитета, опубликованным в 1886 г. в справочнике «Волости и важнѣйшія селенія Европейской Россіи», Хортицкая волость включала в себя следующие населённые пункты:
1. Хортица (Высшая Хортица) (нем. Chortitza; сейчас это правобережный район гор. Запорожье «Верхняя Хортица») — немецкая колония на реке Хортица[укр.]: 977 жителей, 102 двора, волостное правление (от уездного города 68 вёрст), молитвенный дом, 2 школы, арестантский дом, 9 лавок, 2 машинные фабрики, литейный завод, машинный завод, красильный завод, постоялый двор, пивоваренный завод, кирпичный завод; в 3 верстах лесная пристань, в 15 верстах — ещё один кирпичный завод.
2. Блюменгарт[укр.] (нем. Blumenhart), Капустянка — немецкая колония при Хортицком овраге. 172 жителя, 42 двора, школа.
3. Бурвальд (нем. Burwalde; ныне с. Бабурка Запорожского р-на Запорожской обл.); — немецкая колония при овраге Средней Хортице: 489 жителей, 63 двора, молитвенный дом, школа, лавка.
4. Кроневейде (Новый Кроневейде) (нем. Kroneweide; ныне с. Владимирское Запорожского р-на Запорожской обл.) — немецкая колония при овраге Годячем: 864 жителя, 54 двора, молитвенный дом, школа, 3 колёсных завода.
5. Кронсталь[укр.] (нем. Kronstal; сейчас — восточная часть села Долинское Запорожского р-на Запорожской обл.) — немецкая колония при овраге Средней Хортице: 376 жителей, 60 дворов, школа, лавка, колёсный завод.
6. Нейгорст (нем. Neuhorst (Терноватое); ныне с. Зелёный Гай (Терноватое) Томаковского р-на Днепропетровской обл.) — немецкая колония при овраге Терноватом: 180 жителей, 21 двор, школа, лавка.
7. Нейенбург (нем. Neuenberg (Малашевка); ныне с. Малышевка Запорожского р-на Запорожской обл.) — немецкая колония при овраге Малашей: 423 жителя, 38 дворов, школа, магазин, земская почтовая станция.
8. Нейендорф (нем. Neuendorf (Широкая); ныне с. Широкое Запорожского р-на Запорожской обл.) — немецкая колония при овраге Средней Хортице: 1080 жителей, 115 дворов, молитвенный дом, школа, 2 лавки, кирпичный завод.
9. Нейостервик (Устребик); ныне с. Долинское Запорожского р-на Запорожской обл.) — немецкая колония при овраге Средней Хортице: 855 жителей, 121 двор, молитвенный дом, школа, 2 лавки.
10. Нижняя Хортица (нем. Nieder-Chortitza; ныне с. Нижняя Хортица Запорожского р-на Запорожской обл.) — немецкая колония на р. Днепр: 784 жителя, 107 дворов, школа, лесная пристань, 2 лавки.
11. Остров Хортица (нем. Insel Chortitza) — немецкая колония на острове Хортица на р. Днепр: 452 жителя, 23 двора, школа.
12. Розенгарт (нем. Rosenhart (Попово, Новослободка); ныне с. Новослободка (Попово) Запорожского р-на Запорожской обл.) — немецкая колония при овраге Средней Хортице: 256 жителей, 47 дворов, школа, 2 колёсных завода.
13. Розенталь[укр.] (нем. Rosental; ныне пос. Канцеровка Запорожского р-на Запорожской обл.) — немецкая колония на р. Хортица[укр.]: 796 жителей, 81 двор, школа, 4 лавки, 2 машинных завода, 2 колёсных завода, кирпичный завод, пивоваренный завод.
14. Старый Кроневейде[укр.]; сейчас — район «Великий Луг»[укр.] гор. Запорожье) — немецкая колония на р. Днепр: 144 жителя, 9 дворов, колёсный завод.
15. Шенгорст (нем. Schönhorst (Шенгорка); ныне с. Ручаевка Запорожского р-на Запорожской обл.) — немецкая колония на р. Томаковка[укр.]: 105 жителей, 93 двора, школа, лавка.
16. Шенеберг (нем. Schöneberg; ныне с. Смоляное Запорожского р-на Запорожской обл.) — немецкая колония при овраге Хортицком: 405 жителей, 56 дворов, школа, лавка.
17. Эйнлаге (нем. Einlage; ныне с. Кичкас Запорожского р-на Запорожской обл.) — немецкая колония на р. Днепр: 940 жителей, 99 дворов, школа, лесная пристань, 2 колёсных завода, 5 лавок.

## Хортицкий район
Этот раздел — о созданном в 1929 году Хортицком районе Запорожского округа Екатеринославской губернии УССР. О Хортицком районе города Запорожье, созданном в 1995 году, см. Хортицкий район.
В 1920-х годах формировались национально-административные единицы в местах компактного проживания этнических групп. Было предложено выделить отдельный немецкий район Хортица (13-14 тыс. человек) Запорожского округа Екатеринославской губернии. В состав района должны были войти все немецкие колонии Хортицкой волости с 18 колониями и 14 тыс. населения. При последнем районировании Хортицкая волость была присоединена к другим волостям. Чуть позже было высказано мнение о создании специального района «Роза Люксембург». Формирование границ и административно-территориальное деление района Хортицы вызвало острые дискуссии, поскольку население состояло примерно из одинаковых по численности этносов — 14 тысяч украинцев и 12 тысяч немцев. Центральное Бюро Немсекции считало, что малочисленность немецкого населения в этом случае не должна стать препятствием в создании самостоятельного района, тем более что беспартийная крестьянская конференция сама об этом просила. Но президиум Запорожского окрисполкома принимает решение, что выделение Хортицкого меннонитского района невозможно и нецелесообразно. В свою очередь было предложено образовать Канцеровский, Широчанский, Кичкасский, Новохортицкий, Смолянский и Николайпольский немецкие (меннонитские) сельские советы.
В сентябре 1929 г. ВУЦИК и СНК УССР постановили образовать на территории Запорожского округа Хортицкий район с
преимущественно немецким населением, с центром в селе Верхняя Хортица в составе Верхне-Хортицкого, Нижнее-Хортицкого, Кичкасского, Широчанского, Павловского, Бабурского, Смолянского, Николайпольского, Веселовского, Лукашивского, Ново-Запорожского и Зеленогайского сельских советов тогдашнего Хортицкого района.